# Ricardo Pau-Llosa
Ricardo Pau-Llosa (* 17 de mayo de 1954, La Habana, Cuba, vive en Estados Unidos desde 1960). Escritor, poeta y crítico de arte cubano-americano, uno de los pioneros de la crítica de artes visuales latinoamericanos en Estados Unidos y Europa.
Emigró a Miami después de la Revolución Cubana donde se graduó en la Belén Jesuit Preparatory High School prosiguiendo estudios en diversas universidades americanas como Florida International University (BA, 1974), Florida Atlantic University (MA, 1976), y la University of Florida (1978-1981).